# Medalia Comemorativă Rusă a Războiului din 1877-1878
Medalia Comemorativă Rusă a Războiului din 1877-1878 este o medalie comemorativă instituită de țarul Alexandru II printr-un decret din la 17 aprilie 1878 pentru a recompensa participanții la Războiul Ruso-Turc din 1877-1878, atât pe frontul din Europa cât și pentru cei care au acționat în Caucaz. Medalia a fost acceptată în sistemul național de decorații prin Decretul Regal 2141 din 18 septembrie 1878 ca urmare a unui „schimb” reciproc, Regele Carol I conferind Crucea Trecerea Dunării tuturor militarilor ruși participanți la conflict. Varianta română recompensa toți militarii români, soldați sau ofițeri, care participaseră la luptele din jurul Plevnei.

## Descriere
Varianta rusă a Medaliei Comemorative Ruse a Războiului din 1877-1878 (în rusă Медали «В память Русско-турецкой войны 1877–1878 гг.») a fost instituită cu trei clase: argint, aramă și bronz. Medalia de argint a fost acordată numai participanților la luptele pentru apărarea pasului Shipka din Munții Stara Planina, asediul orașului Doğubeyazıt și cucerirea cetății Kars. Medalia din aramă a fost acordată întregului personal rus, militari sau civili, care au participat direct la lupte iar cea din bronz celor care au asigurat doar securitatea operațiunilor.
Decretul Regal care prevedea acceptarea decorației și autoriza portul ei de către militarii români a fost publica în Monitorul Oastei No. 24 din 1878. Decretul preciza că varianta română a medaliei avea o singură clasă. Însemnul era circular, cu diametrul de 26 mm și grosimea de 2 mm, fiind confecționat din bronz.

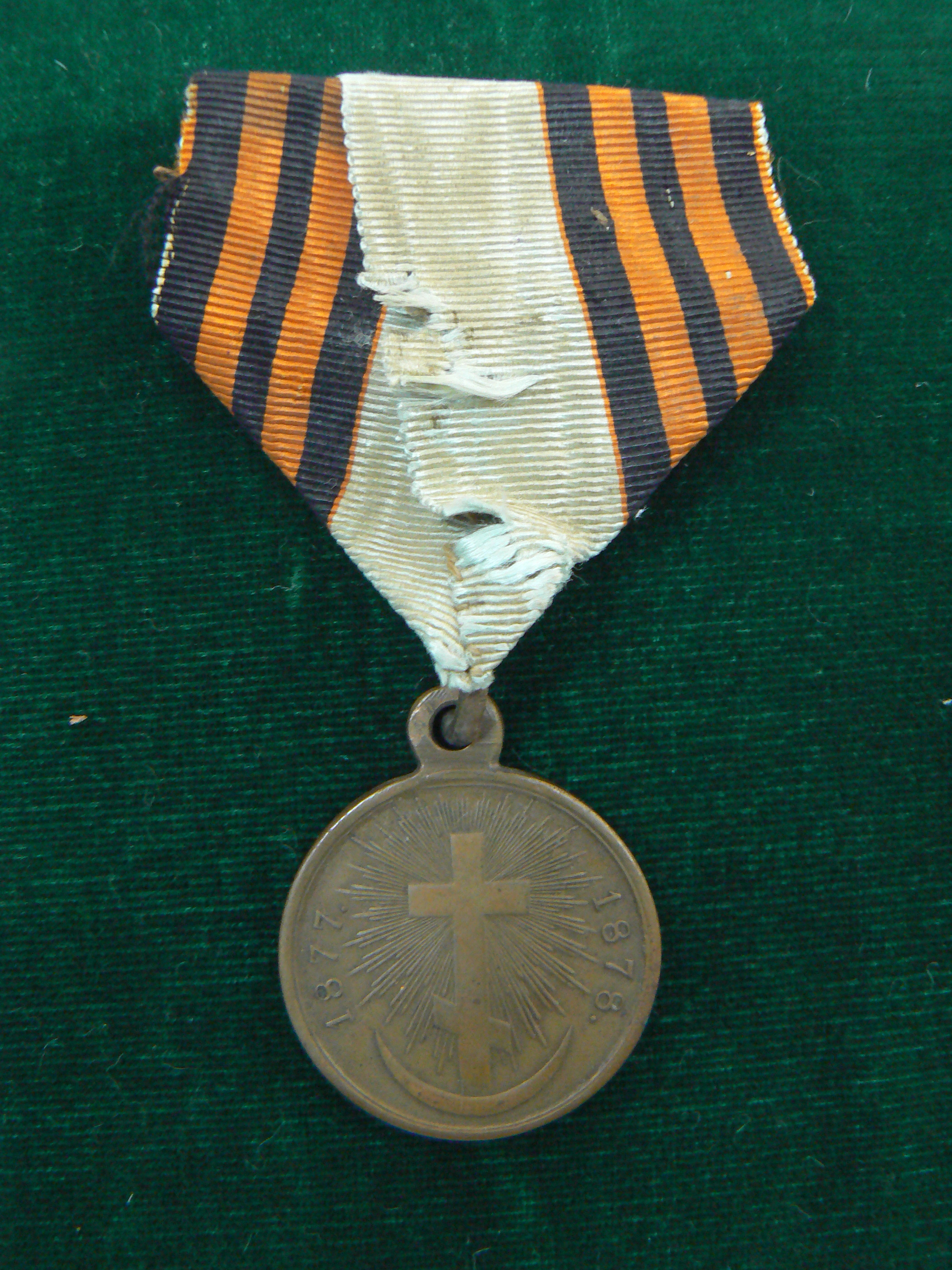
Medalia Comemorativă Rusă a Războiului din 1877-1878 cu panglica pliată pentagonal, după modelul rus.

### Aversul și reversul
Pe aversul medaliei era ștanțată în relief o cruce patriarhală de la care pornesc raze în toate direcțiile. Crucea era așezată pe o semilună cu coarnele in sus, în stânga fiind inscripționat milezimul 1877 iar în dreapta 1878.
Pe reversul medaliei este gravată deviza în limba rusă НЕ НАМЪ, / НЕ НАМЪ, / А ИМЕНИ / ТВОЕМУ (în română Nu pentru noi, nu pentru noi, ci numelui Tău, traducere a versetului latin Non nobis, non nobis domine, sed nomini tuo da gloriam). Inscripția este înconjurată de o ghirlandă de dafin.

### Panglica
Panglica, cu lățimea de 28 mm, se fixa prin intermediul a trei inele cu diametrul crescător din care cel mai mic fix, atașat la partea superioară a medaliei. Panglica este moarată, împărțită în două jumătăți de câte 14 mm: cea din stânga este galben-portocaliu având trei dungi negre de câte 2,5 mm lățime (culorile  Ordinului Sfântului Gheorghe ) iar cea din dreapta de culoare albastru-deschis (culoarea ordinului rus  Sfântul Andrei). Ordinea culorilor pentru varianta română este inversă variantei ruse. Panglica se purta pliată dreptunghiular și nu pentagonal, modalitate specifică tradiției ruse. 